# Kloster Baida
Das Kloster Baida (Santa Maria degli Angeli, jetzt San Giovanni Battista) ist ein ehemaliges Zisterzienser- oder Benediktinerkloster in Sizilien, Italien. Es liegt am westlichen Stadtrand von Palermo in der gleichnamigen Metropolitanstadt, am Westende der Via al Convento di Baida, auf aussichtsreicher Höhe.

## Geschichte
Das Kloster, eine späte Gründung des Ordens, wurde nach Kröning 1385 von Manfredo Chiaramonte gestiftet. 1596 ging es auf die Franziskaner-Minoriten über. In einem Teil der Klosteranlage ist das Exerzitienhaus Oasi di Baida der Erzdiözese Palermo untergebracht. Ostflügel und Kirche werden von den Franziskanern genutzt.

## Anlage und Bauten

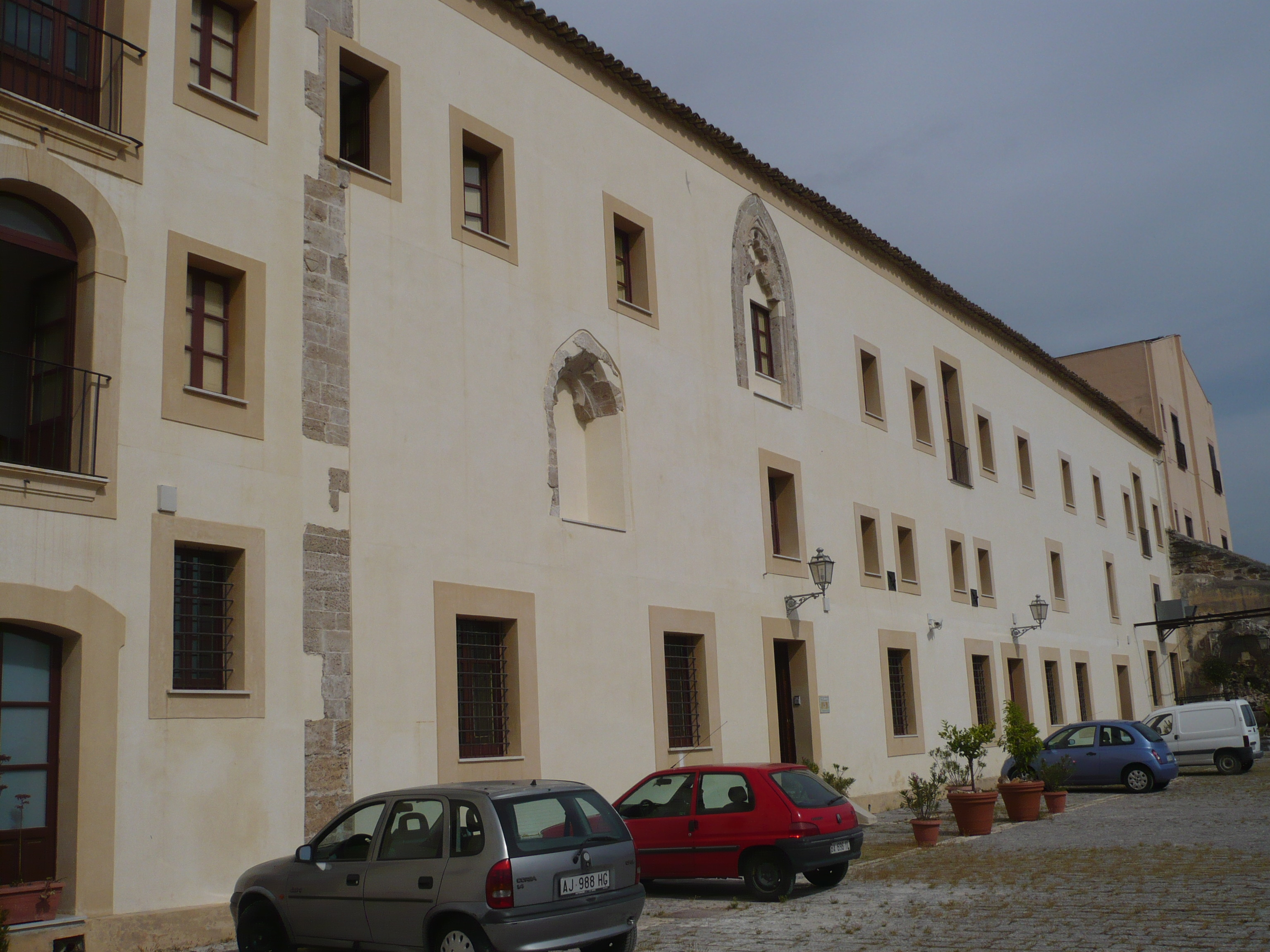
Ansicht des Klosters von Südosten

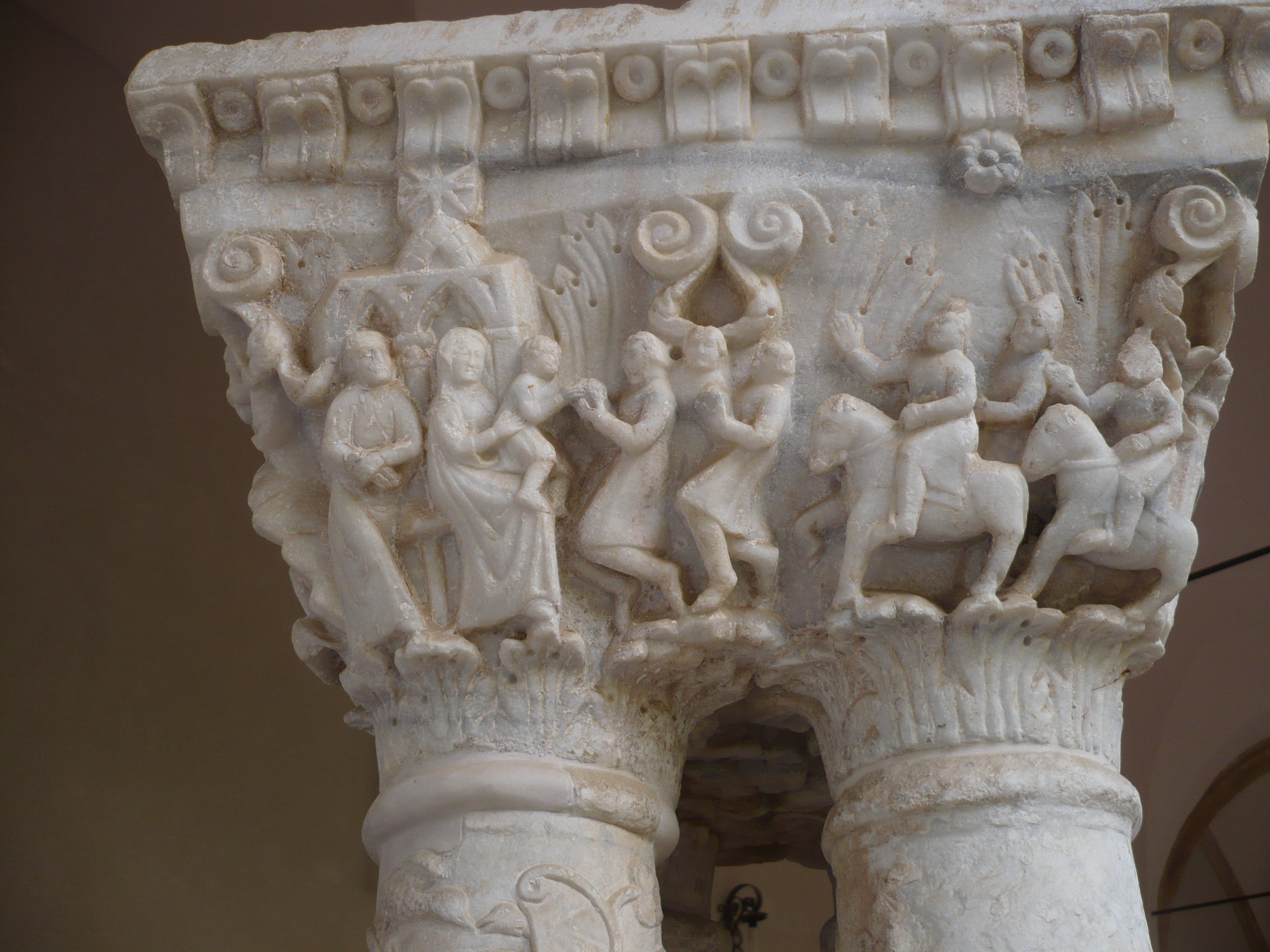
Kapitell im Ostflügel des Kreuzgangs

Die Kirche ist ein einschiffiger Saal mit gotischen Gewölben und einem gerade geschlossenen quadratischen Chor. Erhalten sind auch Teile des Klosters und der Ost- und Südflügel des Kreuzgangs. Dessen Ostteil hat Kreuzrippengewölbe. Die Eingangswand zum ehemaligen Kapitelsaal ist durch spitzbogige Arkaden auf Doppelsäulen aus hellem Marmor reich gegliedert, die Wiederholungen des Kreuzgangs von Monreale sind. Die Doppelkapitelle zeigen figürliche Darstellungen.